# Палац Харитоненка
Кияни́цький пала́ц (Пала́ц Харито́ненка, Сади́ба Ліщи́нських) — маєток, садиба-палац підприємця і філантропа Івана Герасимовича Харитоненка. Розташований у селищі Кияниці (Сумський район, Сумська область).
Палац двоповерховий, з оригінальною триповерховою вежею, прибудованою з тильного боку палацу. Головний фасад прикрашений ризалітом і вхідним портиком.

## З історії маєтку
У 1866 р. найбагатіший мешканець Сум — підприємець Іван Харитоненко — купив собі землю в околиці села (тоді ще хутора) Кияниця, що за 30 км на північ від міста Суми, і 20 км від російсько-українського кордону. На ній він звів маєток та заклав парк (див. Кияницький парк). Палац збудований 1890 р. у класичному стилі; розташований він у західній частині Кияниці, на березі ставка, що на річці Олешні. Палац у Кияниці будувався на кошти Харитоненка, але після смерті Івана Герасимовича він перейшов до його племінниці. «Благоприобретенное имение мое Кияницу, доставшееся мне от разных лиц, со всеми пахотными и сенокосными землями, со свеклосахарным заводом, завещаю в полную собственность племяннице моей Марии Матвеевне Лещинской» — так було написано у заповіті Харитоненка.
Так Ліщинські стали власниками не лише маєтку з розкішним палацом, а й великого цукрового заводу, який колись був першим у цукровій імперії Харитоненків, адже саме цим підприємством у 1866 році Іван Герасимович Харитоненко розпочав будівництво серії великих буряко-цукрових заводів. В радянські часи завод було націоналізовано. Він пропрацював ще понад сім десятків років, але бурхливі 1990-ті стали роковими для цієї споруди. Тепер він повністю знищений і розібраний на будматеріали. Унікальна суперміцна цегла, виготовлена на заводі Асмолових, пішла на будівництво заміських будинків та дач. Але більше вражає не сам факт руйнації заводу, а те, що хтось із можновладців дозволив це варварське дійство — відкрите неприховане руйнування пам'ятки архітектури, що повинна охоронятись державою.
Парк, закладений наприкінці XIX ст, має площу 56 га. У ньому зростає понад 70 видів дерев та чагарників, серед яких є екзотичні (наприклад гінкго білоба). А також у парку в ті далекі часи між селами Кияниця та Нова Січ було побудовано цегляний міст, що й понині зберігся, але є в аварійному стані і потребує негайного ремонту. Свого часу було зроблено ремонт флігеля, на березі ставка збудовано альтанку.
У радянські часи в маєтку розміщувалась туристична база.
Нині парк і маєток перебувають у підпорядкуванні Сумського національного аграрного університету.
Споруди палацу перебувають у дещо запущеному стані та поступово руйнуються. Кияницький палац потребує ремонту і реставрації.

## Галерея

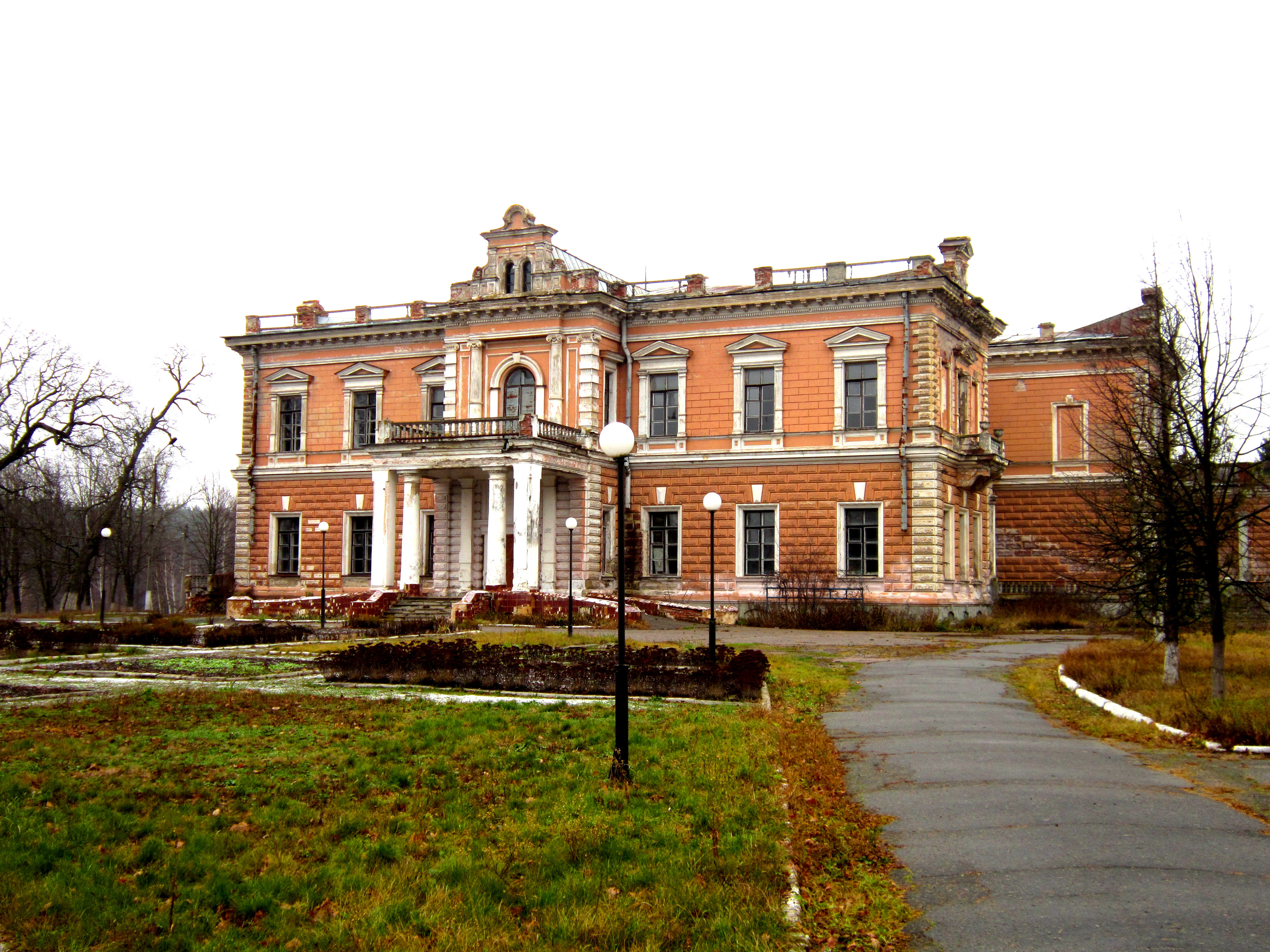
Фасад
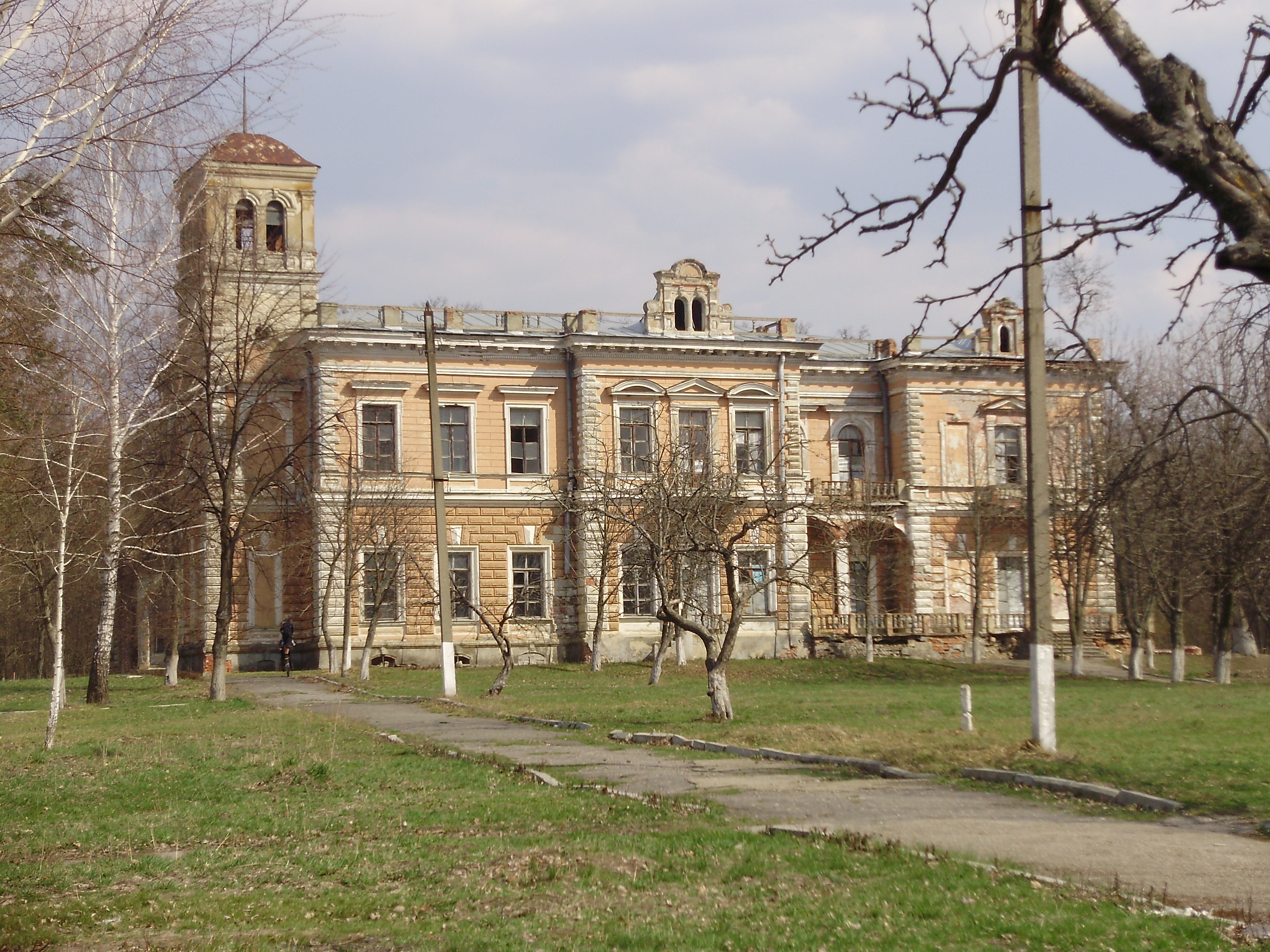
Боковий фасад з вежею
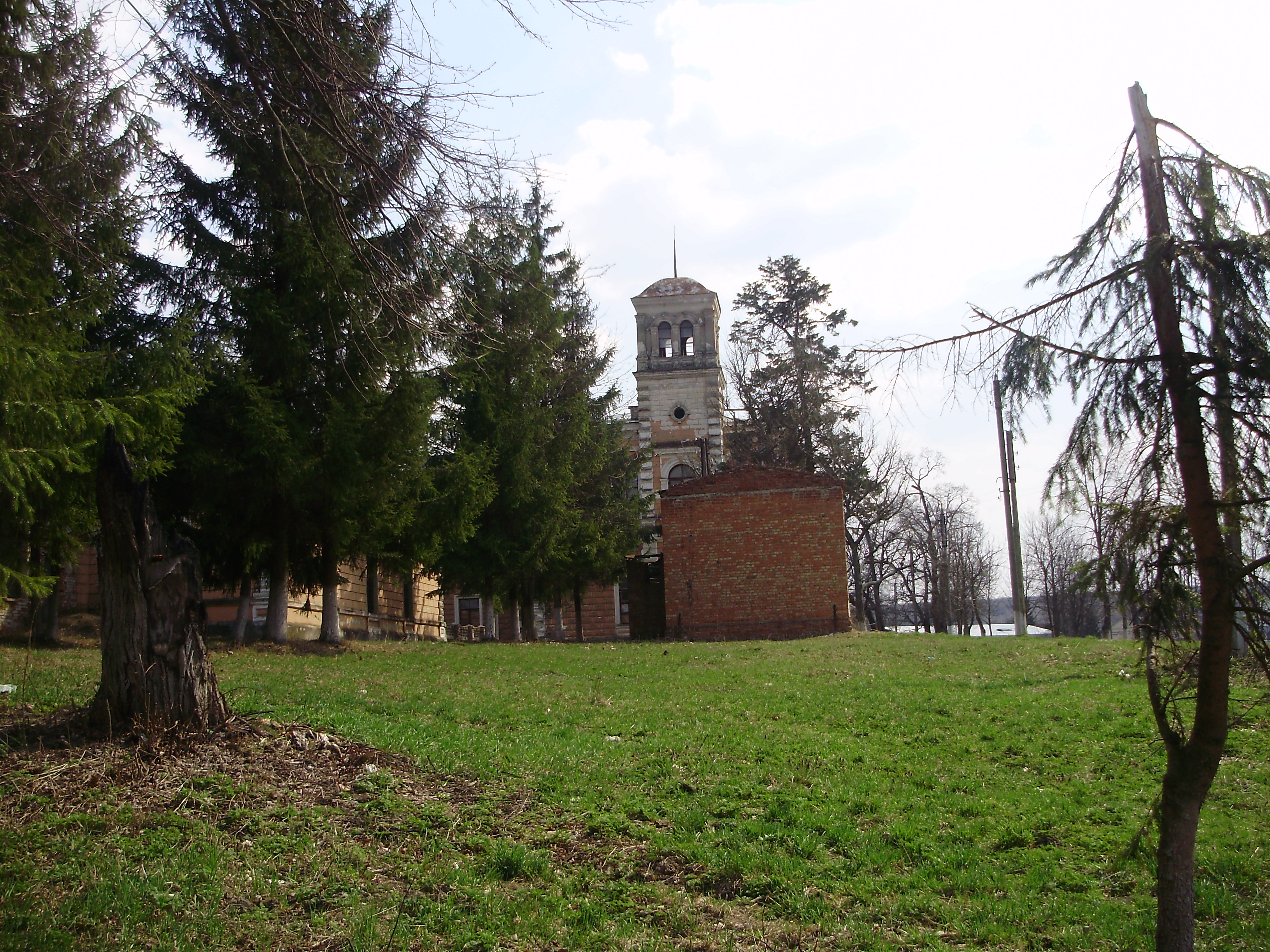
Вигляд з парку